# Psychologisme
Le psychologisme est un terme apparu au XIXe siècle qui désigne, au sens large et parfois péjoratif, une tendance à interpréter le comportement des individus au travers du spectre de la psychologie, et de faire de la psyché individuelle le noyau dur permettant de comprendre le monde. Pour cette raison, il peut être assimilé à un réductionnisme et aussi à un relativisme, car il ignorerait d'autres facteurs d'explications qui ne relèvent pas de la psychologie individuelle.
L'antipsychologisme, un courant de philosophie et de logique, en a fait la critique.

## Histoire
En France, à partir de la fin des années 1820, a lieu une « première querelle du psychologisme », qui oppose les psychologistes aux physiologistes : « Il est possible de dater de 1828 les premières critiques qui sont faites de ces tentatives de fondation de la psychologie [par Théodore Jouffroy et Victor Cousin], en particulier par le médecin François-Joseph-Victor Broussais, qui publie en 1828 son livre le plus célèbre, De l’irritation et de la folie, livre polémique et violent, spécialement consacré à critiquer les « psychologistes » et « kanto-platoniciens », comme Jouffroy et Cousin, qui veulent empiéter sur le domaine de la médecine et tentent d’importer la métaphysique allemande en France. ». Auguste Comte félicite Broussais d'avoir mis en lumière « le vide et la nullité de la psychologie » et sera élogieux sur ce « nouvel ouvrage de Broussais, qui tue ici le psychologisme. » En 1838, cette querelle initiale s’apaise, mais les critiques du psychologisme continuent, notamment sous la plume de Pierre Leroux qui réfute ce qu'il appelle « l’hallucination du psychologisme » du fait de l’impossibilité d'une quelconque observation de l'intériorité humaine.
À la fin du XIXe siècle, un contre-courant philosophique allemand, qualifié d'antipsychologisme, développe des critiques formulées notamment par Bolzano, Frege, Husserl, Bradley. Dans ce contexte, le terme « psychologisme » est alors encore utilisé dans un sens péjoratif « pour désigner la prétention de fonder la logique dans la psychologie et de chercher par là-même les fondements de la vérité dans des lois psychologiques qui régissent la connaissance en tant qu’activité concrète de penser. » Victor Delbos écrit en 1911 : « Cette prétention de la psychologie à être toute la philosophie ou du moins l’essentiel de la philosophie a reçu dans ces derniers temps, principalement en Allemagne, l’appellation de « Psychologisme » : appellation dont je ne saurais dire qui l’a inventée — l’inventeur fut sans doute quelqu’un que la prétention offensait ; et ce n’est pas la seule fois qu’une doctrine a reçu de ses adversaires le nom attaché à sa notoriété. »
Jean-François Braunstein écrit en 2012 : « Il existe actuellement un renouveau d’intérêt pour la question du psychologisme, à la fois d’un point de vue historique et d’un point de vue conceptuel. En témoignent le livre de Martin Kusch, Psychologism (1995), sur l’histoire de la « querelle du psychologisme » qui a divisé l’Université allemande autour de 1900, celui de Pascal Engel, Philosophie et psychologie (1996), qui se propose de réhabiliter un « psychologisme raisonnable », ou le numéro de la Revue philosophique de 1997 consacré à « la question du psychologisme ». Tous ces travaux renvoient évidemment à la querelle allemande du psychologisme lorsque Gottlob Frege puis Edmund Husserl protestaient contre l’envahissement de la logique et des mathématiques, mais aussi de la philosophie, par la psychologie. »

## Définition
Carl Stumpf, très critique envers le psychologisme, le définissait en 1891 comme « réduction de toute recherche philosophique en général, et de toute investigation épistémologique relative à la psychologie ».
On peut distinguer :
- Psychologisme au sens étroit, selon lequel la logique est fondée sur la psychologie, ou n’est qu’une branche de la psychologie.
- Psychologisme au sens large, selon lequel on peut fournir une explication de la signification des concepts, jugements et inférences en termes de processus mentaux.

## Le psychologisme en philosophie
Le terme apparaît dans la philosophie de langue allemande en 1866 chez Johann Eduard Erdmann pour désigner la doctrine de Friedrich Eduard Beneke. D'après Erdmann, le psychologisme de Beneke présente deux caractéristiques générales :
1. il établit la primauté de la psychologie sur les autres branches de la philosophie de sorte que la psychologie remplace la métaphysique à titre de fondement philosophique ;
2. il promeut une psychologie empirique qui « suit l'exemple des sciences de la nature. »

Erdmann oppose la position philosophique de Beneke à celle de Herbart et d'autres philosophes qui cherchent au contraire à établir un fondement métaphysique à la psychologie :

« Beneke considère la psychologie – et plus exactement, la psychologie qu'il appelle « nouvelle » – comme le point de départ (Anfangspunkt) et le fondement (Fudament) de la philosophie, car en évitant les erreurs commises jusque-là, elle suit totalement l'exemple des sciences de la nature. En vertu de ce psychologisme (selon l'expression que nous emploierons le plus volontiers pour nommer sa doctrine), le fait que Herbart fonde la psychologie sur la métaphysique devait naturellement lui apparaître comme un renversement erroné. La métaphysique n'est plutôt, comme toutes les autres sciences philosophiques, qu'une psychologie appliquée. Ce qui est correct et incorrect sur le plan logique, ce qui est beau et ce qui est laid, ce qui est moral et ce qui est immoral, bref : tout ce qui peut devenir un problème relevant de la philosophie, est de prime abord donné comme un acte psychique ou une formation mentale. »

— J. E. Erdmann, Grundriss der Geschichte de Philosophie, 2e éd., Berlin, Hertz, 1870, p. 636, tr. fr. Gyemant 2015.
La fin du XIXe siècle a vu « le rejet en philosophie des thèses « psychologistes » qui avaient sous-tendu de nombreuses épistémologies de Locke à Mill et de Hume à Spencer. » Un contre-courant, l'antipsychologisme, s'oppose aux argumentations empiristes et relativistes de ces philosophes alors qualifiés de psychologistes, mais dans un sens dépréciatif ; il défend l'existence d'une logique pure, et d'une autonomie de principes logiques par rapport à la vie physique et la subjectivité.
Le philosophe Pascal Engel plaide pour un « psychologisme raisonnable » dans son livre Philosophie et psychologie (1996) au cours duquel il conteste certaines conclusions de l'antipsychologisme ; « il souligne d'abord que les anti-psychologistes, de leur aveu même, ne nient pas toute pertinence à la psychologie scientifique. Celle-ci reste utile, pour Frege ou Husserl, quand il s'agit d'expliquer l'existence chez un individu de telle ou telle représentation, ainsi que l'enchaînement de ses actes de penser. Si le contenu des lois logiques et leur vérité sont indépendants des sujets qui les pensent, il est par contre évident que chacun de ceux-ci, lorsqu'il pense, est soumis à des lois causales, celles qui régissent l'activité de son cerveau. Dans cette perspective, il est bien sûr légitime de s'interroger sur les causes empiriques d'une « pensée ». De la même façon, Wittgenstein ne nie pas que les comportements qu'on rationalise en termes mentalistes aient également une explication neurophysiologique. Ce qu'il conteste, c'est que la première « explication » soit réductible à la seconde. [...] Passant ensuite à la question des notions logiques, Engel s'attache à montrer la complémentarité de la psychologie empirique et de la philosophie dans de nombreux domaines de l'épistémologie. [...] S'il est donc évident, pour Kant, Bolzano, Frege ou Husserl, que la psychologie soit partie prenante de cette partie de l 'épistémologie qu'ils appellent « logique pratique », « normative » ou « appliquée », « technologie », « méthodologie » ou « pédagogique » (et que Susan Haack appelle « psychologie au sens large »), le livre d'Engel aura le mérite, sinon de réfuter l'anti-psychologisme, du moins de dénoncer le sophisme qui mène de l'anti-psychologisme à l'anti-psychologie, tendance à laquelle d'ailleurs se laissent parfois aller certains des auteurs précités. »
Pour la phénoménologie, toute conscience est conscience de quelque chose : cette chose que je vois n'est pas dans ma conscience mais à l'endroit même où je la vois : « Le psychologisme, partant de la formule ambiguë « le monde est notre représentation », fait s'évanouir l'arbre que je perçois en une myriade de sensations, d'impressions colorées, tactiles, thermiques, etc., qui sont des « représentations ». De sorte que, finalement, l'arbre apparaît comme une somme de contenus subjectifs et qu'il est lui-même un phénomène subjectif. Au contraire, Husserl commence par mettre l'arbre hors de nous. »
Le psychologisme peut être considéré comme un dérivé du naturalisme philosophique.
Le psychologisme peut aussi être vu comme une forme de réductionnisme qui dénie aux concepts toute existence en dehors du psychisme humain. Il a été, sous cette forme, particulièrement attaqué par Frege et Carnap, qui préféraient faire des concepts des entités abstraites plutôt que des entités mentales.
Le développement des sciences cognitives déplace la question de l'opposition qui avait été soulevée par les antipsychologistes entre philosophie et psychologie. Le professeur Guy Tiberghien indique : « La philosophie analytique (ou philosophie de l'esprit, ou philosophie cognitive) rejette le psychologisme. De nouveau se pose avec acuité le problème des relations entre psychologie et philosophie, mais à propos, cette fois, de ce nouvel objet substantifié sous le nom de cognition. Dans le cadre des sciences cognitives, la philosophie de l’esprit ne se présente pas comme une simple épistémologie de la cognition, ce qui ne poserait pas de problème à la psychologie cognitive, mais elle prétend, au contraire, proposer une théorie complète de la cognition. En cela, elle se pose, de nouveau, en rival résolu de la psychologie scientifique, domaine qui, aujourd'hui, se confond largement, sinon totalement, avec celui de la psychologie cognitive. [...] On assiste à une « nouvelle alliance », de fait, entre la philosophie et les neurosciences dont la psychologie cognitive pourrait bien être exclue, ou n’être acceptée que dans l’hypothèse de sa réduction complète ou de sa soumission, comme « champ intermédiaire », aux neurosciences cognitives. La neurophilosophie illustre cette nouvelle alliance ».